# Stan Whitehead
Stanley Austin Whitehead, né le 8 octobre 1907 à Reefton et mort en janvier 1976, est un homme politique néo-zélandais.

## Biographie
Ouvrier dans une scierie puis sur un chantier de construction de chemin de fer, puis pour une entreprise de transports à Nelson, il devient secrétaire d'un syndicat ouvrier à ce poste, et entre en politique au Parti travailliste, qui à cette date est le parti des mouvements syndicaux et ouvriers. Élu adjoint au maire de Nelson, il est ensuite élu député de Nelson à la Chambre des représentants de Nouvelle-Zélande en 1957, et y est continuellement réélu jusqu'à sa mort.
À la suite de la victoire des travaillistes aux élections législatives de 1972, il est élu président de la Chambre des représentants. Après la défaite des travaillistes aux élections de fin novembre 1975, il est fait chevalier par la reine de Nouvelle-Zélande Élisabeth II le 1er janvier 1976, à la demande du nouveau Premier ministre conservateur Robert Muldoon. Il meurt quelques jours plus tard, début janvier 1976, à l'âge de 68 ans et peu avant la première session du nouveau parlement qui l'aurait réélu ou non à la présidence.